# お勉強しといてよ
「お勉強しといてよ」（おべんきょうしといてよ）は、日本の音楽ユニットずっと真夜中でいいのに。の楽曲。7作目のデジタル配信限定シングルとしてEMI Recordsより2020年5月15日に各音楽配信サービスにてリリースされた。

## 概要
- 2020年8月発売の3rdミニアルバム『朗らかな皮膚とて不服』の収録曲。
- 2021年2月に発売の2ndフルアルバム『ぐされ』の収録曲。
- 同年5月14日からは、ミュージック・ビデオがYouTubeで公開され、アニメーション制作ははなぶし、ヨツベが担当した[5]。
- 地声、ミックスボイスでの最高音はG5(hiG)だが、裏声でA#5(hihiA)まで使用する。同アーティストの楽曲では最も高音域の曲の一つである[6]。

## 収録内容
| #         | タイトル             | 作詞・作曲 | 編曲                      | 時間 |
| --------- | -------------------- | ---------- | ------------------------- | ---- |
| 1.        | 「お勉強しといてよ」 | ACAね      | 矢野達也, 100回嘔吐, ZTMY | 4:40 |
| 合計時間: | 合計時間:            | 合計時間:  | 合計時間:                 | 4:40 |

## 収録アルバム
- 『朗らかな皮膚とて不服』(#2)
- 『ぐされ』(#3)